# Forbryderbillede
Et forbryderbillede eller et forbryderfoto (engelsk: mug shot) er en uformel betegnelse for politiets fotografi, som billedidentifikation, af anholdte og kriminelle. Det er et fotografisk portræt typisk taget efter en persons anholdelse. Det oprindelige formål med et forbryderbillede er at give myndighederne mulighed for at have en fotografisk registrering af en anholdt person, som kan bruges til identifikation.
Fotografering af kriminelle begyndte i Frankrig og Belgien i 1840'erne, kun et par år efter opfindelsen af fotografering, og fra 1851 i Danmark, men det var først i 1888, at den franske politibetjent Alphonse Bertillon standardiserede metoden.

## Etymologi
Det engelske "Mug shot" stammer fra begrebet "Mug", der er et engelsk slangudtryk for "ansigt" ("fjæs"), det stammer fra 1800-tallet. Mug shot kan være ethvert lille billede af et ansigt til hvilket som helst brug.